# Павлюк Степан Петрович
Степан Петрович Павлюк (нар. 2 січня 1948, Волосянка Сколівського району Львівської області)  — український науковець, етнолог, історик, доктор історичних наук, академік НАН України (з 2009), професор. Директор Інституту народознавства НАН України, випускник історичного факультету Львівського університету ім. Івана Франка (1972). Народний депутат України 1-го скликання.

## Життєпис
З 1966 року — вчитель восьмирічної школи с. Сможин Сколівського району Львівської області.
З 1967 року — студент Львівського державного університету.
З 1972 року — тренер з гірсько-лижного спорту обласної ради ДСТ «Колос».
З 1979 року — аспірант музею етнографії та художніх промислів АН УРСР, м. Львів.
З 1982 року — молодший, старший науковий співробітник Львівського відділення Інституту мистецтвознавства, фольклору та етнографії ім. М. Рильського АН УРСР, м. Львів.
З 1992 року — директор Інституту народознавства НАН України, завідувач кафедри політології Українського державного лісотехнічного університету.
Член КПРС (1982—1990), один з організаторів, член крайової ради, голова комісії зовнішніх зв'язків, член ради колегій Великої ради Руху, член ДемПУ, голова Українського національно-патріотичного блоку Львівської області, депутат Львівської обласної ради.

## Наукові зацікавлення
Українська етнологія; проблеми етногенезу, етнополітології, народознавства; теоретичні проблеми традиційної української культури.
Степан Павлюк є автором понад 400 наукових праць.
Монографії:
- Павлюк С. П. Народна агротехніка українців Карпат другої половини XIX — поч. XX ст.: Історико-етнографічне дослідження. — Київ, 1986.
- Павлюк С. П. Традиційне хліборобство України: агротехнічний аспект. — Київ, 1991.
- Павлюк С. П. Етногенеза українців: спроба теоретичної реконструкції. — Львів, 2006. — 247 с.
- Павлюк С. П. Словник основних понять і термінів з теорії етнології. — Львів, 2008. — 256 с.

Ключові публікації:
1. Народна агротехніка українців Карпат другої половини XIX — поч. XX ст.: Історико-етнографічне дослідження. — К., 1986.
2. Традиційне хліборобство України: агротехнічний аспект. — К., 1991.
3. Походження населення Українських Карпат: сучасний погляд на проблему // Народознавчі зошити. — 1998. — № 3.
4. Етногенез як фундаментальна проблема народознавства: Теоретико-методологічний аспект // Народознавчі зошити. — 2001. — № 2.
5. Аграрна народно-традиційна культура // Історія української культури. — К., 2001. — Т. 2.
6. Традиційні знання українців // Історія української культури. — К., 2001. — Т. 2.
7. Національне визволення через ідеологію націоналізму // Народознавчі зошити. — 2002. — № 5.
8. Етносвідомість українців: сучасні тенденції // Матеріали до української етнології. — К., 2002.
9. Особливості та динаміка сучасного процесу етнічної самоідентифікації українців: до питання теорії етносу // Слово і час. — 2002. — № 6.
10. Трансформаційні етнокультурні процеси українського порубіжжя: проблема дослідження // Народознавчі зошити. — 2003ю — № 3—4.
11. Драматичність процесу самоідентифікації українців в сучасних умовах: влада і суспільство // Україна — проблеми ідентичності… — К., 2003.